# منزل بورلي ريكتوري
منزل بورلي ريكتوري هو منزل على الطراز الفيكتوري اكتسب سمعة مرعبة باعتباره المنزل الأكثر سكناً بالأشباح في إنجلترا بعد أن وصفه الباحث النفسي البريطاني هاري برايس بذلك. بني المنزل في عام 1862 لإيواء رئيس أبرشية بورلي [الإنجليزية] وعائلته، وفي عام 1939 تضرر المنزل بشدة؛ بسبب حدوث حريق وهدم له في عام 1944. منذ بناءه اعتبر المنزل ذو الطراز القوطي المتواجد في قرية بورلي مسكونا بالأشباح. وتضاعفت هذه التقارير بشكل مفاجئ في عام 1929، بعد نشر صحيفة الديلي ميرور تقريرًا عن زيارة قام بها باحث الخوارق البريطاني هاري برايس، الذي ألف كتابين يدعمان مزاعم وجود نشاط غير طبيعي بالمنزل.
دفعت الموافقة على تقارير برايس إلى إجراء دراسة رسمية معمقة من طرف جمعية الأبحاث النفسية SPR، التي دحضت معظم شهاداته بدعوى أنها خيالية أو ملفقة مشككة في مصداقية برايس. تعد مزاعم برايس فاقدة للمصداقية لدى مؤرخي الأشباح. ورغم ذلك لم يستطع تقرير جمعية الأبحاث النفسية أو سيرة وكتب برايس الأكثر حداثة إلغاء الاهتمام العام بالمنزل والقصص المنسوجة حوله، كما لا تزال الكتب والبرامج الوثائقية ترضي تعطش الجمهور لعالم الخوارق.
تم إلغاء برنامج قصير لصالح هيئة الإذاعة البريطانية حول الخوارق المزعومة، كان من المقرر بثه في سبتمبر 1956، بسبب مخاوف من احتمال اتخاذ إجراء قانوني من قبل ماريان فويستر، أرملة اخر شخص كان يقطن في المنزل.
كان تحقيق برايس عن منزل بورلي موضوعًا ملهما لرواية نيل سبرينغ بعنوان «The Ghost Hunters» والتي حازت جائزة أفضل رواية لعام 2013. لتصبح في عام 2015 عملا تلفزيونيا بعنوان «Harry Price: Ghost Hunter» من بطولة ريف سبال، كارا ثيوبولد وريتشي كامبل.

## تاريخ
شيد منزل بورلي ريكتوري على طريق هال قرب كنيسة بورلي من قبل القس هنري داوسون إليس بول في عام 1862، والذي انتقل إليه بعد سنة من تعيينه رئيسا للأبرشية. وقد أنشئ المنزل مكان منزل دمرته النيران إبان حريق اندلع في عام 1841. تم توسيع المنزل في نهاية المطاف بإضافة جناح لإيواء عائلة القس المكونة من أربعة عشر طفلاً.
يرجع تاريخ أقرب كنيسة إلى القرن الثاني عشر، والتي تخدم مجتمعًا ريفيًا متناثراً يتكون من ثلاثة قرى صغيرة تشكل الأبرشية. كما يوجد هناك العديد من بيوت المزارع الكبيرة والبقايا المجزأة في ساحة بورلي، التي كانت فيما مضى مقراً لعائلة والدايغراف [الإنجليزية].
يقتبس صائدو الأشباح أسطورة دير بنيديكتي الذي كان من المفترض أنه بني في هذه المنطقة في حوالي عام 1362، حيث أقام راهب من الدير علاقة مع راهبة من دير قريب. وبعد اكتشاف علاقتهما، تم إعدام الراهب فيما دفنت الراهبة وهي على قيد الحياة في جدران الدير. وقد تأكد في عام 1938 أن هذه الأسطورة ليس لها أساس تاريخي، حيث يبدو أنه قد تم اختلاقها من قبل أطفال رئيس الأبرشية لإضفاء طابع رومانسي على بيت القسيس الأحمر ذو الطراز القوطي. في حين يرجح أن أصول القصة الأسطورة للراهبة قد تكون اقتبست من رواية الكاتب رايدر هاغارد «ابنة مونتيزوما (رواية) [الإنجليزية]» (1893) أو قصيدة والتر سكوت الملحمية «مارميون [الإنجليزية]» (1808).

## الظواهر الغريبة

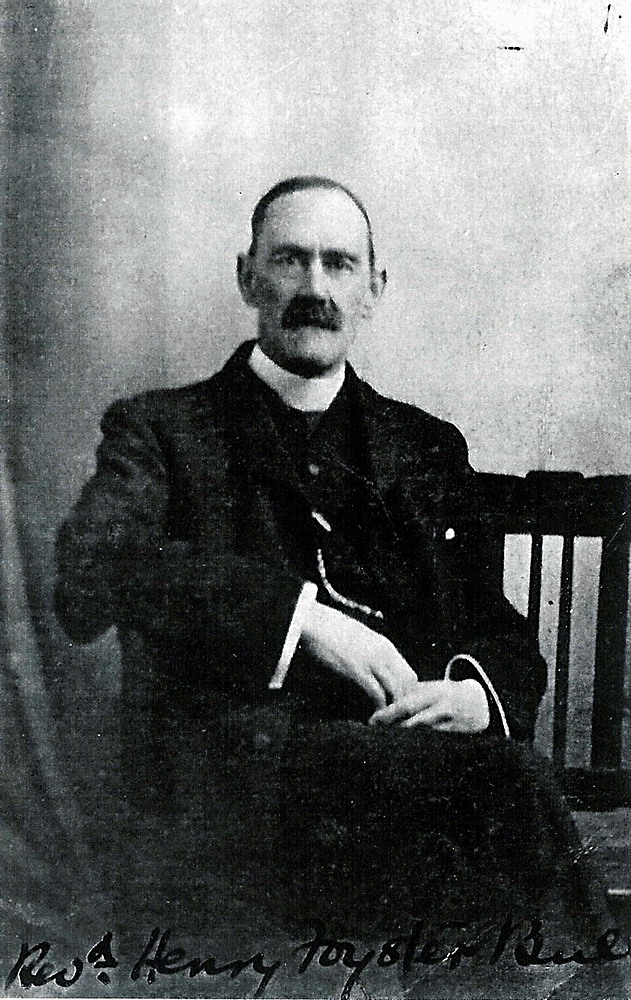
صورة للقس هنري دوسون إليس بول قبل عام 1892

يقال أن أولى الظواهر الغريبة حدثت في حوالي عام 1863، حيث ذكر بعض السكان المحليين لاحقاً أنهم في ذلك الوقت تقريباً كانوا يسمعون خطوات داخل المنزل. في 28 يوليو / تموز 1900، رأت أربعة من بنات القس هنري داوسون إليس بول، ما اعتقدوا أنه شبح راهبة في الشفق، على بعد 40 ياردة (37 م) من المنزل، فحاولوا التحدث إليه لكنه اختفى عندما اقتربوا منه. وقد صرح عازف الأورغ المحلي أرنست أمبروز في وقت لاحق، قائلا ««إن عائلة القسيس كانت مقتنعة جدًا بأنهم رأوا أشباحا في عدة مناسبات»». كما ادعى أشخاص مختلفون أنهم شهدوا خلال العقود الأربعة القادمة مجموعة متنوعة من الحوادث المحيرة، مثل باص شبح يقوده فارسان من دون رأس. سنة 1892 توفي القس هنري بول واستلم ابنه القس هاري فكتور بول المشعل.
بتاريخ 9 يونيو 1927، توفي هاري بول وأصبح المنزل شاغرا مرة أخرى. وفي السنة الموالية، في الثاني من أكتوبر، انتقل القس غي إريك سميث وزوجته إلى المنزل. وبعد الانتقال بوقت قصير، عثرت زوجة سميث أثناء تنظيفها للخزانة على حزمة ورقية بنية تحتوي على جمجمة امرأة شابة. وبعد فترة وجيزة أبلغت العائلة عن حدوث مجموعة متنوعة من الحوادث بما في ذلك أصوات أجراس الخدم على الرغم من انفصالها عن قابس الكهرباء، أضواء تظهر في النوافذ ووقع خطوات. بالإضافة إلى ذلك، اعتقدت زوجة سميث أنها شاهدت عربة تجرها الخيول ليلاً. فاتصل سميث بصحيفة الديلي ميرور لربطه مع جمعية الأبحاث النفسية (SPR). في 10 يونيو 1929، أرسلت الصحيفة مراسلا كتب سلسلة مفصلة من المقالات هن أسرار منزل بورلي. كما رتبت الصحيفة لقاء لباحث الخوارق هاري برايس، للقيام بأول زيارة له بالمنزل. في 12 يونيو وصل برايس وظهرت على الفور عدة ظواهر جديدة، مثل رمي الحجارة والأواني وحذف رسائل روحية من إطار مرآة وأشياء أخرى وبمجرد ترك برايس للمنزل توقفت الأحداث. وقد أكدت زوجة سميث في وقت لاحق أنها اشتبهت بالفعل في أن «برايس» قام بتزوير هذه الظواهر لكونه خبير بالخوارق.
في 14 يوليو 1929 غادرت عائلة سميث منزل بورلي فوجدت الأبرشية صعوبة في العثور على بديل. وفي العام التالي في 16 أكتوبر 1930 انتقل القس وابن عم عائلة بول ليونيل ألغيرون فويستر (1878-1945) رفقة زوجته ماريان (1899-1992) وابنتهما بالتبني أديلايد. إلى منزل بورلي.
وكتب ليونيل فويستر في يومياته عن العديد من الحوادث الغريبة التي حدثت منذ وقت انتقاله وأسرته إلى التقائهم في أكتوبر 1935 بهاري برايس. وشمل تقريره رنين الأجراس، تحطيم النوافذ، رمي الحجارة والقنينات، الكتابة على الجدران والإغلاق على ابنتهما في غرفة من دون مفتاح. كما أبلغت ماريان فويستر زوجها عن مجموعة كاملة من الظواهر الشريرة التي شملت رميها من سريرها. كما هوجمت أديلايد في إحدى المرات «بشيء غريب». بناء عليه حاول فويستر مرتين إجراء حلقة لطرد الأرواح الشريرة، ولكن جهوده كانت بلا جدوى. إذ في منتصف أول محاولة لطرد الأرواح الشريرة، أحس بحجر في حجم قبضة يد يضربه بشدة في كتفه.
أدت الدعاية التي واكبتها صحيفة ديلي ميرور، إلى جذب انتباه العديد من الباحثين النفسيين إلى هذه الحوادث، الذين أجمعوا بعد التحقيق في الاشتباه إلى أنها أحداث تسببت في حدوثها ماريان فويستر سواء بوعي منها أو من غير وعي.
وصرحت ماريان لاحقاً أنها شعرت أن بعض الحوادث سببها زوجها بالتنسيق مع أحد الباحثين النفسيين، لكن الأحداث الأخرى بدا أنها ظواهر خارقة حقيقية. لكنها اعترفت لاحقا أنها كانت في علاقة جنسية مع المستأجر فرانك بيرليس، وأنها استخدمت تفسيرات الظواهر الخارقة للتغطية على علاقاتها. غادرت عائلة فويستر منزل بورلي في أكتوبر / تشرين الثاني 1935 بسبب مرض ليونل فويستر.

## التحقيقات

### تحقيق برايس

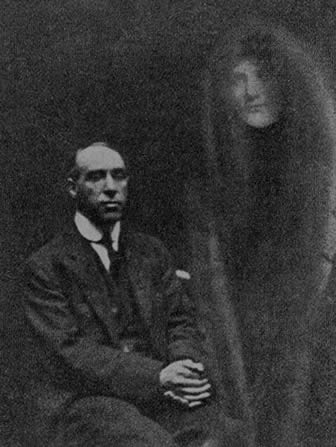
صورة فوتوغرافية لوليام هوب يعرض هاري برايس مع «روح»

بعد رحيل القس بقي منزل بورلي شاغرا لبعض الوقت. وفي مايو 1937، أبرم الباحث برايس عقد إيجار لمدة عام مع الملكة آن باونتي [الإنجليزية] مالكي العقار.
من خلال إعلان في صحيفة ذي تايمز في 25 مايو 1937 ومقابلات شخصية لاحقة، قام برايس بتجنيد فيلق من 48 «مراقباً رسميًا» للإبلاغ عن أية ظواهر تحدث، كان معظمهم من الطلاب الذين قضوا فترات طويلة خلال عطلات نهاية الأسبوع في بيت القسيس. وفي مارس 1938، قامت واحدة من مساعدي برايس تدعى هيلين غلانفيل بإجراء جلسة خاصة للتواصل مع الأرواح في حي ستريثام [الإنجليزية] في جنوب مدينة لندن. أفاد برايس أنه أجرى اتصالات مع اثنين من الأرواح، كان أولها راهبة عرفت نفسها بأنها ماري لير. وفقًا لقصتها، كانت ماري راهبة فرنسية تركت مهمتها الدينية وسافرت إلى إنجلترا للزواج من أحد أفراد عائلة والدغراف، مالكي منزل بورلي خلال القرن السابع عشر. لكنها قُتلت في مبنى قديم في موقع منزل ريكتوري، وجسدها إما مدفون في قبوه أو أُلقي به في بئر مهجورة. كما زُعم أن الكتابات الجدارية «ماريان، الرجاء مساعدتي في الخروج» هي نداءاتها للحصول على المساعدة.
فيما عرفت الروح الثانية نفسها باسم سونيكس أموريس، الذي زعم أنه سيشعل النار في المنزل عند الساعة التاسعة من تلك الليلة بتاريخ 27 مارس 1938. كما قال أيضًا أنه في ذلك الوقت سيتم الكشف عن عظام شخص مقتول.

### الحريق

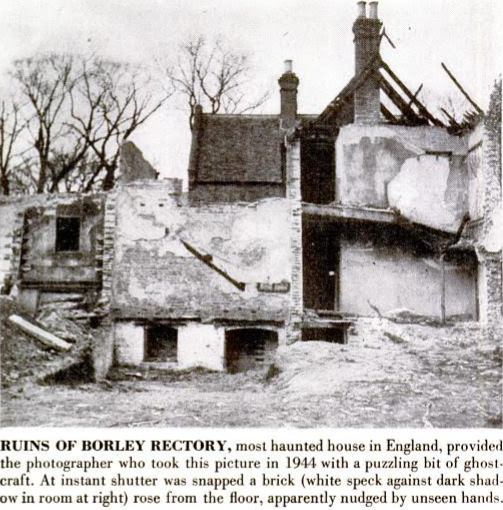
منزل بورلي ريكتوري بعد الحريق عام 1944

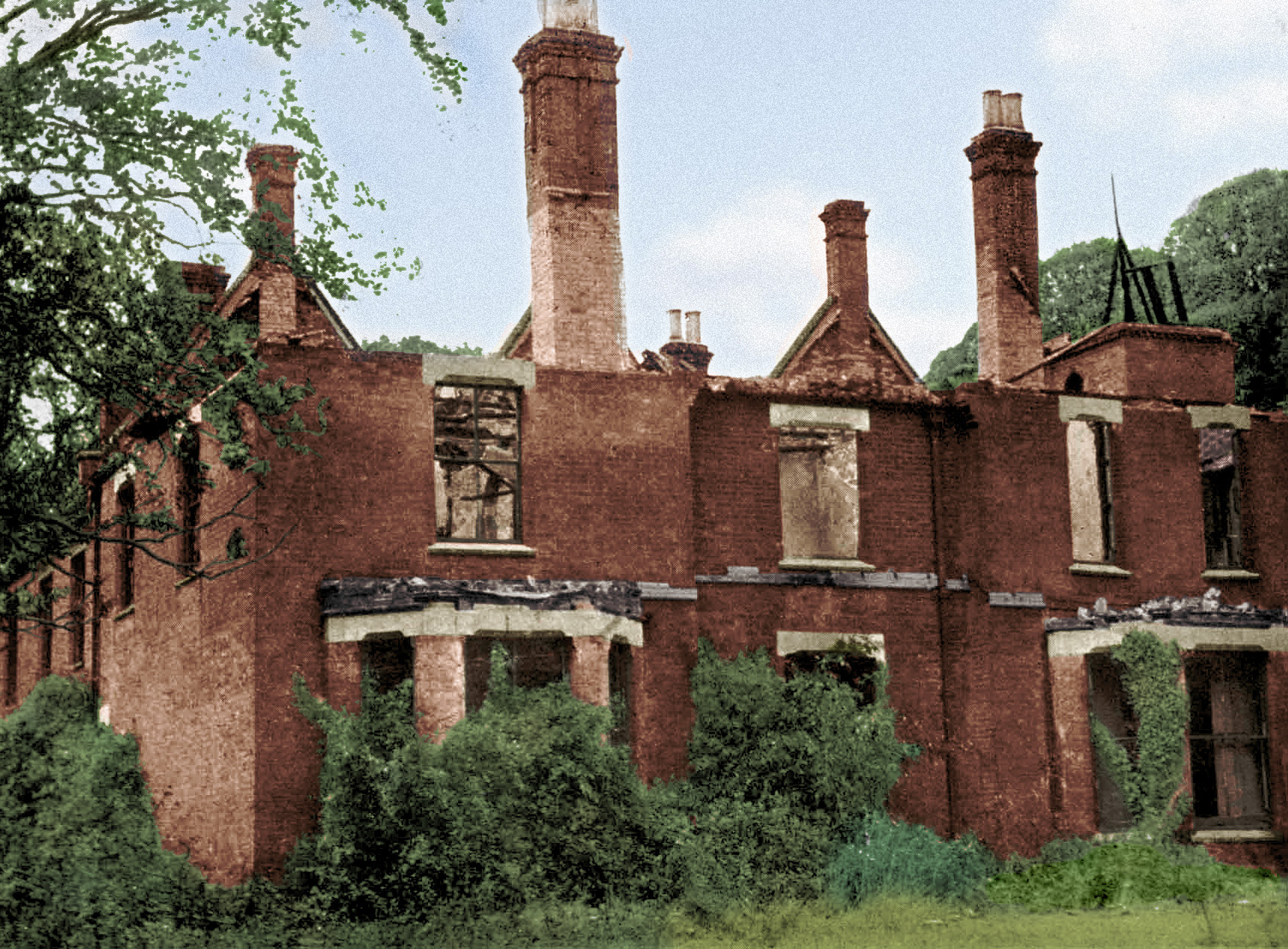
منزل بورلي ريكتوري بعد الحريق

في 27 فبراير 1939، قام المالك الجديد للمنزل ويدعى الكابتن دبليو. إتش غريغسون، بتفريغ صناديقه فأوقع فجأة المصباح الزيتي ليندلع حريق مهول. انتشر الحريق بسرعة وأصيب المنزل بأضرار بالغة. بعد التحقيق في سبب الحريق، خلصت شركة التأمين إلى أن الحريق قد بدأ عمدا. وقد قالت الآنسة ويليامز أنها رأت شبح الراهبة في نافذة الطابق العلوي، وبحسب هاري برايس، فقط طالبته برسوم عن قصتها.
في أغسطس 1943، أجرى برايس بحثا عميقا في أقبية المنزل المدمر واكتشف عظمتين يعتقد أنهما يعودان لشابة. تم دفن العظام وفق الطقوس المسيحية في باحة كنيسة ليستون، بعد أن رفضت أبرشية بورلي السماح بالاحتفال بالدفن بسبب الرأي المحلي الذي يرجح بأن العظام التي تم العثور عليها هي عظام خنزير ميت.

### كشف الحقيقة
بعد وفاة برايس في عام 1948، اتهمه مراسل صحيفة ديلي ميل تشارلز سوتون بتزوير الظواهر. وادعى سوتون أنه أثناء زيارته للمنزل برفقة برايس في عام 1929، ضرب على رأسه بحصاة كبيرة. وذكر سوتون أنه مسك حينها ببرايس ووجد أن جيوبه مليئة بأحجار مختلفة الأحجام. وفي عام وفاته، قام كل من إريك دينغول، كاثلين ماري هيرفي غولدني وتريفور هنري هول، ثلاثة أعضاء في جمعية الأبحاث النفسية (SPR)، اثنان منهم كانا من أكثر شركاء برايس اخلاصا، بالتحقيق في ادعاءاته حول منزل بورلي. ونُشرت نتائجهم في كتاب صدر عام 1956 بعنوان The Haunting of Borley Rectory، والذي خلص إلى أن برايس أنتج بطريقة احتيالية بعض الظواهر.
أشير في «تقرير بورلي» كما نص عليه في اسم دراسة جمعية الأبحاث النفسية، إلى أن العديد من هذه الظواهر كانت إما مزيفة، أو لأسباب طبيعية مثل الجرذان وأصوات غريبة تعزى إلى الشكل الغريب للمنزل. في استنتاجهم، كتبت المؤلفون «عندما يتم تحليل الأدلة، تفقد تلك الروايات المرعبة والشريرة في كل لحظة قوتها لتختفي في النهاية.» فيما كتب الباحث تيرينس هاينز أن «السيدة ماريان فويستر، زوجة القس ليونيل فويستر التي عاشت في المنزل منذ عام 1930 إلى عام 1935، كانت تعمل بنشاط كبير في خلق وجود ظواهر مسكونة. كما قام برايس بنفسه بتزييف ودس العديد من الظواهر حينما كان في المكان.»
في وقت لاحق من حياتها، اعترفت ماريان فويستر أنها لم تر أي ظواهر خارقة وأن الأصوات الشبحية المزعومة كان سببها الرياح والأصدقاء الذين دعتهم إلى المنزل وفي حالات أخرى كانت هي بنفسها تقوم بدعابات عملية لزوجها. مع الوقت تم نسج العديد من الأساطير حول منزل القسيس. وقد عبر أطفال القس هاري بوري الذين عاشوا في المنزل قبل ليونيل فويستر بصدمتهم لأنهم كانوا يعيشون في ما وصف بأنه المنزل الأكثر مسكونًا في إنجلترا.
كان روبرت هاستينغز أحد الباحثين القلائل في الجمعية الذين دافعوا عن برايس. كما دافع كل من المنفذ الأدبي بول تابوري وبيتر أندروود، المسؤول عن «برايس» ضد اتهامات الاحتيال التي طالته. كما نهج إيفان بانكس نفس المسار الدفاعي في عام 1996. لكن بالمقابل كتب مايكل كولمان في تقرير الجمعية في عام 1997 أن المدافعين عن برايس غير قادرين على دحض الانتقادات بشكل مقنع.

## معلومات
1. ↑  يشار إلى بيرلس باسم فرانسوا دارل، وفي يومياته يشير ليونيل فويستر إليه بـ «فرانك لاوليس».[23]
2. ↑  لم يكن المنزل مرتبطًا أبداً بالغاز أو الكهرباء، وتم الحصول على المياه من بئر في الفناء.[9]

### مؤلفات
- Dingwall، E. J.؛ Goldney، K. M.؛ Hall، T. H. (1956)، The Haunting of Borley Rectory، Duckworth
- Downes، Wesley (2012)، "Background to Borley Rectory"، The Ghosts of Borley، David & Charles، ISBN:978-1-4463-5788-0{{استشهاد}}:  صيانة الاستشهاد: ref duplicates default (link)
- Fanthorpe، Lionel؛ Fanthorpe، Patricia (1997)، World's Greatest Unsolved Mysteries، Dundum، ISBN:978-0-88882-194-2
- Fielding، Yvette؛ O'Keeffe، Ciaran (2011)، Ghost Hunters: A Guide to Investigating the Paranormal، Hachette UK، ISBN:978-1-4447-4029-5{{استشهاد}}:  صيانة الاستشهاد: ref duplicates default (link)
- Floyd، E. Randall (2002)، In the Realm of Ghosts and Hauntings، Harbor House، ISBN:978-1-891799-06-8
- Karl، Jason (2007)، Illustrated History of the Haunted World، New Holland Publishers، ISBN:978-1-845376-87-1
- O'Neal، Michael (1994)، Haunted Houses: Opposing Viewpoints، Greenhaven Press، ISBN:978-1-565100-95-4
- Pevsner، Nikolaus (1973)، London، Penguin، ISBN:978-0-1407-1011-3، مؤرشف من الأصل في 2022-03-22
- Price، Harry (2006) [1946]، The End of Borley Rectory، Hesperides Press [orig. G. G. Harrap & Co.]، ISBN:978-1-4067-2212-3
- Wood، Robert (1992)، The Widow of Borley، Duckworth، ISBN:978-0-7156-2419-7

### قراءات متعمقة
- 1997 : دينيس باردنز - كتاب Ghosts and Hauntings
- 1986 : جون بوث - كتاب Psychic Paradoxes
- 1991 : دانيال كوهين - كتاب The Encyclopedia of Ghosts - دار النشر هاربر كولينز (HarperCollins Publishers)
- 1965 : تريفور هول - كتاب New Light on Old Ghosts - دار النشر (Duckworth)
- 1985 : بول فيليب - كتاب Some Unseen Power: Diary of a Ghost-hunter - دار النشر (Robert Hale)
- 1950 : جيمس تيرنر - كتاب My Life with Borley Rectory - دار النشر بودلي هيد (Bodley Head)
- 1993 : بلوم كلايف - كتاب "Creepers: British Horror and Fantasy in the Twentieth Century" - دار النشر (Clive Bloom)

## وصلات خارجيَّة
- موقع هاري برايس – يحوي قسمًا كاملًا عن منزل بورلي ريكتوري.
- معتقلو الأشباح المُخادعونتأليف سيمون أيدج، أُعيد طبعه في موقع هاري برايس.
- التاريخ المحلي لمنزل بورلي ريكتوري – يحوي تحليلًا تاريخيًّا شاملًا لِقضيَّة منزل بورلي ريكتوري.